# غونار ستالسن
غونار ستالسن (بالنرويجية: Gunnar Staalesen)‏‏ (19 أكتوبر 1947 في برغن - ) كاتب، وكاتب سيناريو، وكاتب جريمة، وكاتب مسرحي، وروائي من النرويج.

## روابط خارجية
- غونار ستالسن على موقع IMDb (الإنجليزية)
- غونار ستالسن على موقع ميوزك برينز (الإنجليزية)
- غونار ستالسن على موقع ديسكوغز (الإنجليزية)
- غونار ستالسن على موقع قاعدة بيانات الفيلم (الإنجليزية)